# أنف

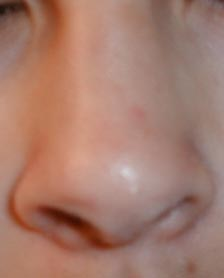
أنف بشري

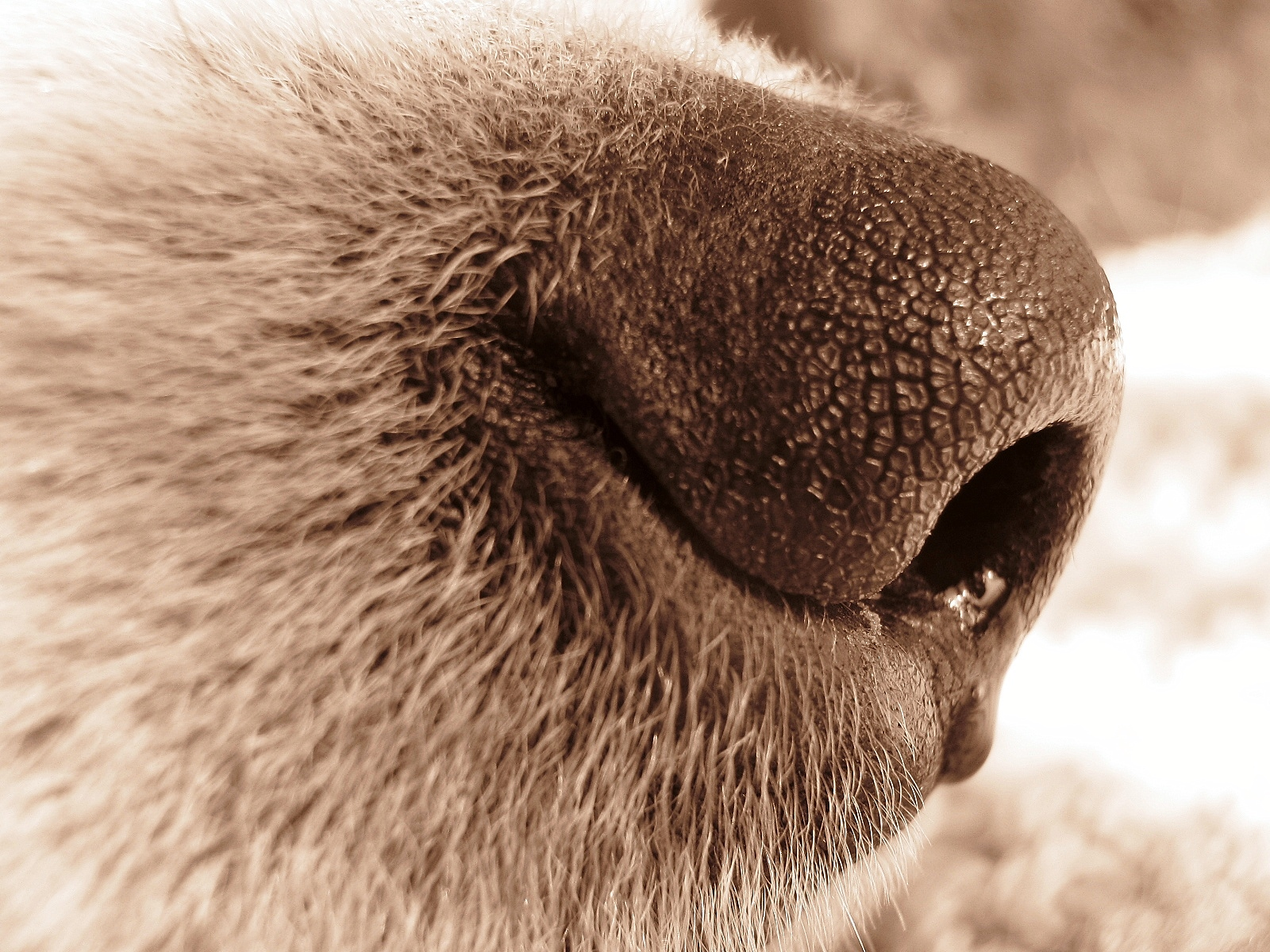
للكلب أنف حساس جداً

الأَنْف هو عضو في جسم الإنسان والحيوانات التي تتنفس الهواء عبر تجويف رئوي، في مقابل الحيوانات التي تتنفس إما عن طريق الجلد أو عن طريق الخياشيم. بالإضافة إلى التنفس، فالأنف هو عضو الشم أيضاً ويحتوي الأنف على نهايات للأعصاب (أوردة وشرايين) تعمل على تدفئة الهواء ويحتوي الأنف أيضاً على الشعر لمنع دخول الأتربة والغبار، ويحتوي على السائل المخاطي وذلك لترطيب الجو.

## المكانة التاريخية
تاريخيًا، لم تكن الأنوف الصغيرة دائمًا كل الضجيج الاعلامي. فمجرد إلقاء نظرة على الفن. في روما القديمة، نجد ان الأنف الطويل المنحوت هو الأكثر احترامًا. تحقق من النحت اليوناني للإلهة أثينا. تم تمجيد حتى الآلهة بأنوف كبيرة مميزة. خلال عصر النهضة في أوروبا، كان الوجه يفتقر إلى الاهتمام إذا لم يكن الأنف بارزًا.

## الانواع والاشكال عند الحيوانات

### عند الإنسان
كلمة «كبير» هي كلمة غامضة لوصف شيء متنوع مثل الأنف. أفضل المصطلحات الوصفية عند الحديث عن أنوف بارزة، مثل الأنوف الطويلة والكلاسيكية والعريضة والمحشوة، والرقيقة، والمدببة، والمنحنية، والرومانية، والعريضة، والبصيلية، والتي كمنقار الصقر.

### طريقة معالجة الهواء

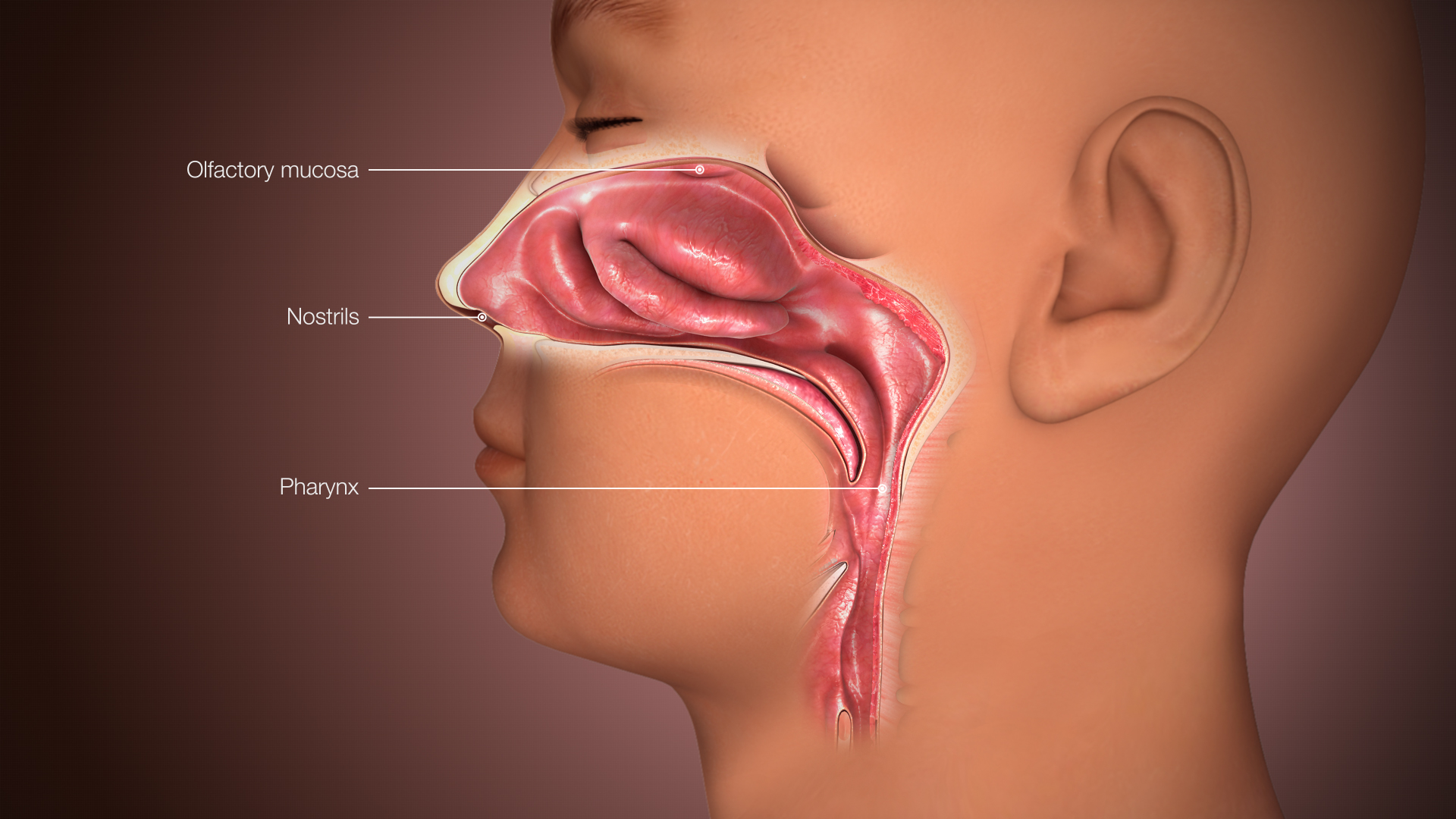

يعمل الأنف كواجهة أول بين البيئة الخارجية والرئتين الداخلية الرقيقة للحيوان، حيث يعمل الأنف على تكييف الهواء الداخل، كدالة للتنظيم الحراري والترشيح أثناء التنفس، فضلاً عن تمكين الإدراك الحسي للرائحة.
يعمل الشعر داخل فتحات الأنف على تصفية الهواء الداخل، كخط دفاع أول ضد جزيئات الغبار والدخان والعوائق المحتملة الأخرى التي من شأنها أن تمنع التنفس، وكنوع من المرشحات ضد الأمراض المنقولة بالهواء. بالإضافة إلى أنه يعمل كمرشح، فإن المخاط الناتج داخل الأنف يكمل جهود الجسم للحفاظ على درجة الحرارة، كما يساهم في الرطوبة في المكونات الأساسية للجهاز التنفسي. الهياكل الشعرية للأنف دافئة وترطيب الهواء الداخل إلى الجسم؛ في وقت لاحق، يتيح هذا الدور في الاحتفاظ بالرطوبة الظروف المناسبة للحويصلات الهوائية لتبادل O2 بشكل صحيح لثاني أكسيد الكربون (أي التنفس) داخل الرئتين. أثناء الزفير، تساعد الشعيرات الدموية بعد ذلك في استعادة بعض الرطوبة، في الغالب كدالة للتنظيم الحراري، مرة أخرى

### الشعور والاتجاه
الأنف الرطب للكلاب مفيد لإدراك الاتجاه. تكتشف مستقبلات البرد الحساسة في الجلد المكان الذي يتم فيه تبريد الأنف أكثر من غيره، وهذا هو الاتجاه الذي تأتي منه الرائحة التي التقطها الحيوان.

### الهيكل في اشكال التنفس
في البرمائيات والسمكة الرئوية، تنفتح الخياشيم في أكياس صغيرة، والتي بدورها تنفتح في السقف الأمامي للفم من خلال الشوان. تحتوي هذه الأكياس على كمية صغيرة من الظهارة الشمية، والتي، في حالة الضفادع الثعبانية، تصطف أيضًا عددًا من المجسات المجاورة. على الرغم من التشابه العام في التركيب مع تلك الموجودة في البرمائيات، لا تُستخدم فتحات أنف الأسماك الرئوية في التنفس، لأن هذه الحيوانات تتنفس من خلال أفواهها. تمتلك البرمائيات أيضًا عضوًا أنفيًا مبطّنًا بظهارة شمية، ولكن على عكس تلك الموجودة في السلى، فإن هذا بشكل عام عبارة عن كيس بسيط، باستثناء السمندل، ليس له اتصال يذكر ببقية جهاز الأنف.
في الزواحف، تكون غرفة الأنف بشكل عام أكبر، مع وجود الشونة في مكان أبعد في سقف الفم. في التمساحيات، تكون الغرفة طويلة بشكل استثنائي، مما يساعد الحيوان على التنفس وهو مغمور جزئيًا. تنقسم غرفة الأنف الزاحفة إلى ثلاثة أجزاء: الدهليز الأمامي، والحجرة الشمية الرئيسية، والبلعوم الأنفي الخلفي. الحجرة الشمية مبطنة بظهارة شمية على سطحها العلوي وتمتلك عددًا من التوربينات لزيادة المنطقة الحسية. تم تطوير الجهاز المِكعي الأنفي جيدًا في السحالي والثعابين، حيث لم يعد يتصل بالتجويف الأنفي، وينفتح مباشرة في سقف الفم. وهو أصغر في السلاحف، حيث يحتفظ بوصلة الأنف الأصلية، ويغيب عن التمساحيات البالغة.
الطيور لها أنف مماثل للزواحف، مع أنفها تقع في الجزء الخلفي العلوي من المنقار. نظرًا لأن حاسة الشم لديهم ضعيفة بشكل عام، فإن حجرة الشم صغيرة، على الرغم من أنها تحتوي على ثلاثة توربينات، والتي تحتوي في بعض الأحيان على بنية معقدة مماثلة لتلك الموجودة في الثدييات. في العديد من الطيور، بما في ذلك الحمام والطيور، يتم تغطية الخياشيم بدرع واقي قرني. إن العضو الأنفي المقيء للطيور إما غير متطور أو غائب تمامًا.
يتم دمج كل من تجاويف الأنف في الثدييات في تجويف واحد. من بين معظم الأنواع فهي كبيرة بشكل استثنائي، وعادة ما تحتل ما يصل إلى نصف طول الجمجمة. ومع ذلك، في بعض المجموعات، بما في ذلك الرئيسيات والخفافيش والحيتانيات، تم تقليل الأنف بشكل ثانوي، وبالتالي فإن هذه الحيوانات لديها حاسة شم ضعيفة نسبيًا. تم تضخيم التجويف الأنفي للثدييات، جزئيًا، من خلال تطوير حنك يقطع السطح العلوي للتجويف الفموي الأصلي بالكامل، والذي يصبح بالتالي جزءًا من الأنف، تاركًا الحنك كسقف جديد للفم. يحتوي تجويف الأنف المتضخم على توربينات معقدة تشكل أشكالًا ملفوفة تشبه التمرير تساعد على تدفئة الهواء قبل أن يصل إلى الرئتين. يمتد التجويف أيضًا إلى عظام الجمجمة المجاورة، مكونًا تجاويف هوائية إضافية تُعرف باسم الجيوب الأنفية.
في الحيتانيات، تم تقليص الأنف إلى الخياشيم، والتي هاجرت إلى أعلى الرأس، مما أدى إلى شكل جسم أكثر انسيابية والقدرة على التنفس أثناء الغمر في الغالب. على العكس من ذلك، فإن أنف الفيل قد تطور إلى عضو طويل عضلي متلاعب يسمى الجذع.
يشبه العضو الأنفي المقي للثدييات بشكل عام جهاز الزواحف. في معظم الأنواع، يقع في أرضية التجويف الأنفي، ويفتح في الفم عبر قناتين أنفيتين حلقتين تمران عبر الحنك، لكنه يفتح مباشرة في الأنف في العديد من القوارض. ومع ذلك، فقد فقد في الخفافيش، وفي العديد من الرئيسيات، بما في ذلك البشر

### عند الطيور

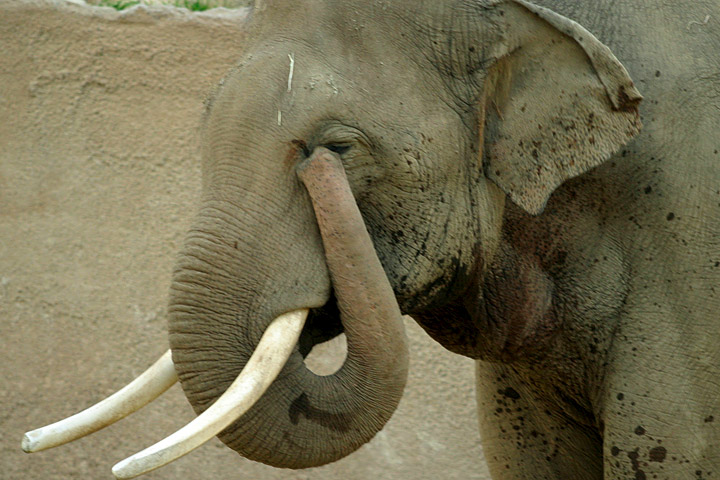
للفيلة خراطيم طويلة تمكنها من الإمساك بالأشياء.

يشبه أنف الطيور أنف الزواحف، وبه منخران بالمنطقة العلوية من المنقار. وبما أن الطيور تمتلك حاسة شم ضعيفة، فإن حفرتها الأنفية صغيرة، ولكنها تمتلك ثلاث قواقع بأنفها تكون أحياناً معقدة مثل الموجودة عند الثديات. عند الكثير من الطيور كالحمام والدجاوزيات، يكون المنخران مغطيين بدرع حام. كما أن العضو الميكعي الأنفي عند الطيور يكون إما غير متطور أو غير موجود تماماً، حسب فصيلة الطير.

### عند الأسماك

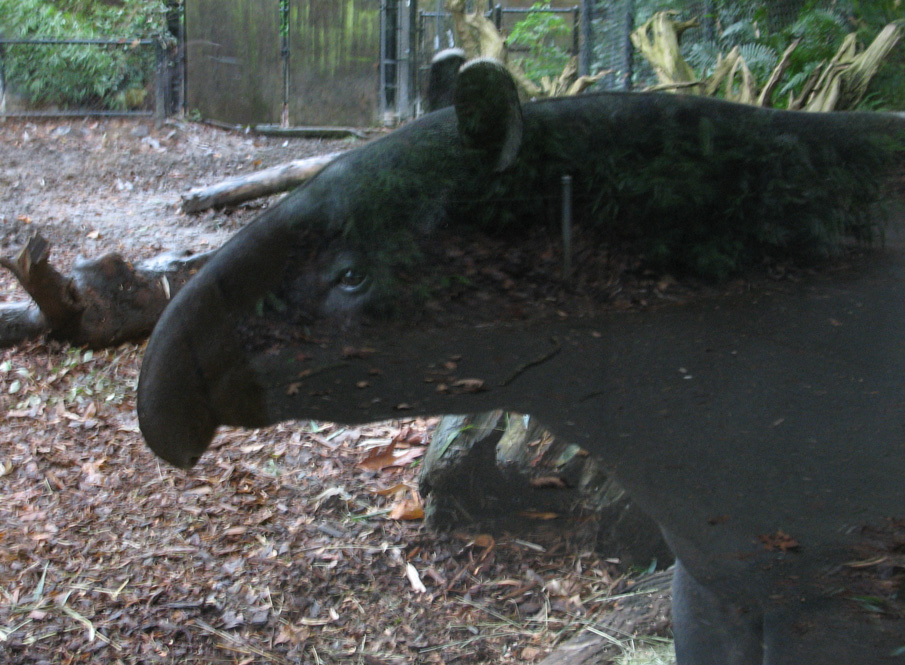
التابير حيوان شبيه بالخنزير له خرطوم قصير يمسك بالأشياء من خلاله.

الأسماك عامة لها حاسة شم ضعيفة، فالشم أقل أهمية من الذوق في البيئات المائية. وبالرغم من ذلك فالأسماك تمتلك أنفاً، وبعكس رباعيات الأطراف، فالأنف عند الأسماك ليست له علاقة بالفم أو التنفس، فهو يتكون من زوج من الجيوب الصغيرة والتي تتموقع خلف المنخرين في الجهة الأمامية أو الجانبية للرأس. يتكون عادة كل من المنخرين من قسمين تفصل بينهما طية جلد، مما يسمح للماء بالدخول إلى الأنف من إحدى الجهتين والخروج من الجهة الأخرى.

## أمراض الأنف
- التهاب الجيوب الأنفية. التهاب الغشاء المخاطي الذي يبطن الجيوب الأنفية، وينتج بشكل رئيسي عن انسداد الأنابيب التي تصل إلى الممرات الأنفية.
- التهاب الأنف. التهاب بطانة الممرات الأنفية، وينتج عادة عن الزكام أو الحساسية.
- الرعاف. يمكن أن يحدث النزيف من الممرات الأنفية بسبب مجموعة متعددة من الأسباب، من بينها ارتفاع ضغط الدم والتهاب الغشاء المخاطي.
- دمِّل الأنف. هو عبارة عن عدوى بكتيرية تُسبب التهاباً حادّاً في إحدى بُصَيلات الشعر الموجود بفتحة المنخر داخل الأنف.
- ضعف الشم. وهو اضطراب في حاسة الشم ينتج عنه انخفاض القدرة على الشم والكشف عن الروائح. فاضطرابات الشم لها عدة أسباب، وبعضها أوضح من البعض الآخر. ولكن يبدأ معظم الناس في المعاناة من اضطرابات الشم بعد تعرضهم لبعض الأمراض أو الإصابات. لكن المسببات الأكثر شيوعًا هي التهابات الجهاز التنفسي العلوي وصدمات الدماغ. ومن الأسباب الأخرى التي تُحدث إضطرابات في الشم الأورام الحميدة في الجوف الأنفي والتهابات الجيوب الأنفية والاضطرابات الهرمونية ومشاكل الأسنان. كما أن التعرض الدائم لبعض المواد الكيميائية مثل المبيدات الحشرية والمذيبات وتناول بعض الأدوية، كل ذلك من شأنه أن يُحدث اضطرابات في الشم. كما يعاني أيضًا من مشاكل في حاسة الشم الأشخاص المصابون بسرطان الرأس والعنق والذين يستخدمون العلاج الإشعاعي.
- متلازمة الأنف الفارغة (واختصارها في الإنجليزية ENS). وهو مصطلح طبي صاغه الدكتور كيرن في عام 1994 للإشارة إلى حالة الأنف التي تعود إلى مشكلة علاجية المنشأ ويحدث ذلك عندما يتضرر الأنف بسبب الاستئصال المفرط أو تقليل المحارات الأنفية السفلية أو المحارات الوسطى، حيث يجعلها غير قادرة على العمل بشكل صحيح. وقد لاحظ الدكتور كيرن وزملاؤه الأطباء أن بعض المرضى الذين خضعوا لعمليات استئصال التوربينات ظهرت عليهم أعراض انسداد الأنف وصعوبات في التنفس، على الرغم من أن أنفهم كانت واضحة جدًا أو «فارغة». وهذا العرض الفريد في الوسط الطبى، هو عبارة عن عدم الحصول على الهواء الكافى، على الرغم من أن الجوف الأنفى كان واضح بشكل كبير، وأطلقوا على هذا العرض الإنسداد المتناقض. ومن الأعراض الأخرى التي تسببها هذه المتلازمة هي جفاف الأنف المزمن، وصعوبة التركيز والصداع المتكرر وزيادة تفاعل الرئة مع المكونات المتطايرة أو المهيجات المحمولة بالهواء وانخفاض حاسة الشم والمخاط السميك، قلة النوم والنزيف الخفيف والإرهاق المزمن والتهابات الجيوب الأنفية المتكررة وغير ذلك. فظهور هذة الأعراض الناتجة عن الاستئصال الزائد أو الحد من المحارات الأنفية السفلية أو الوسطى تجعل الأنف غير قادر على الضغط على الهواء وتوجيهه وتسخينه وترطيبه وتنقيته، ونتيجة لذلك يُصبح الغشاء المخاطي للأنف الذي لم تتم إزالته جافًا بشكل مزمن وملتهبًا وبه ضمورًا جزئيًا.[8][9][10] وتعرف أيضًا هذه المتلازمة في الأبحاث الطبية باسم «متلازمة تجويف الأنف الواسع»، على الرغم من استخدام الأسم الأخر بشكل أكبر.

### مثلث الموت
في البشر، بسبب الطبيعة الخاصة لتدفق الدم إلى الأنف والمنطقة المحيطة به، فهناك أنابيب تذهب مباشرة من الأنف إلى الدماغ، ولهذا السبب هناك مخاطر من أن تنتشر العدوى إلى الدماغ. ولهذا السبب تُعرف المنطقة الواقعة بين حواف الفم وجسر الأنف، بما في ذلك الأنف والفك، بمثلث الموت.

#### تجميل الأنف

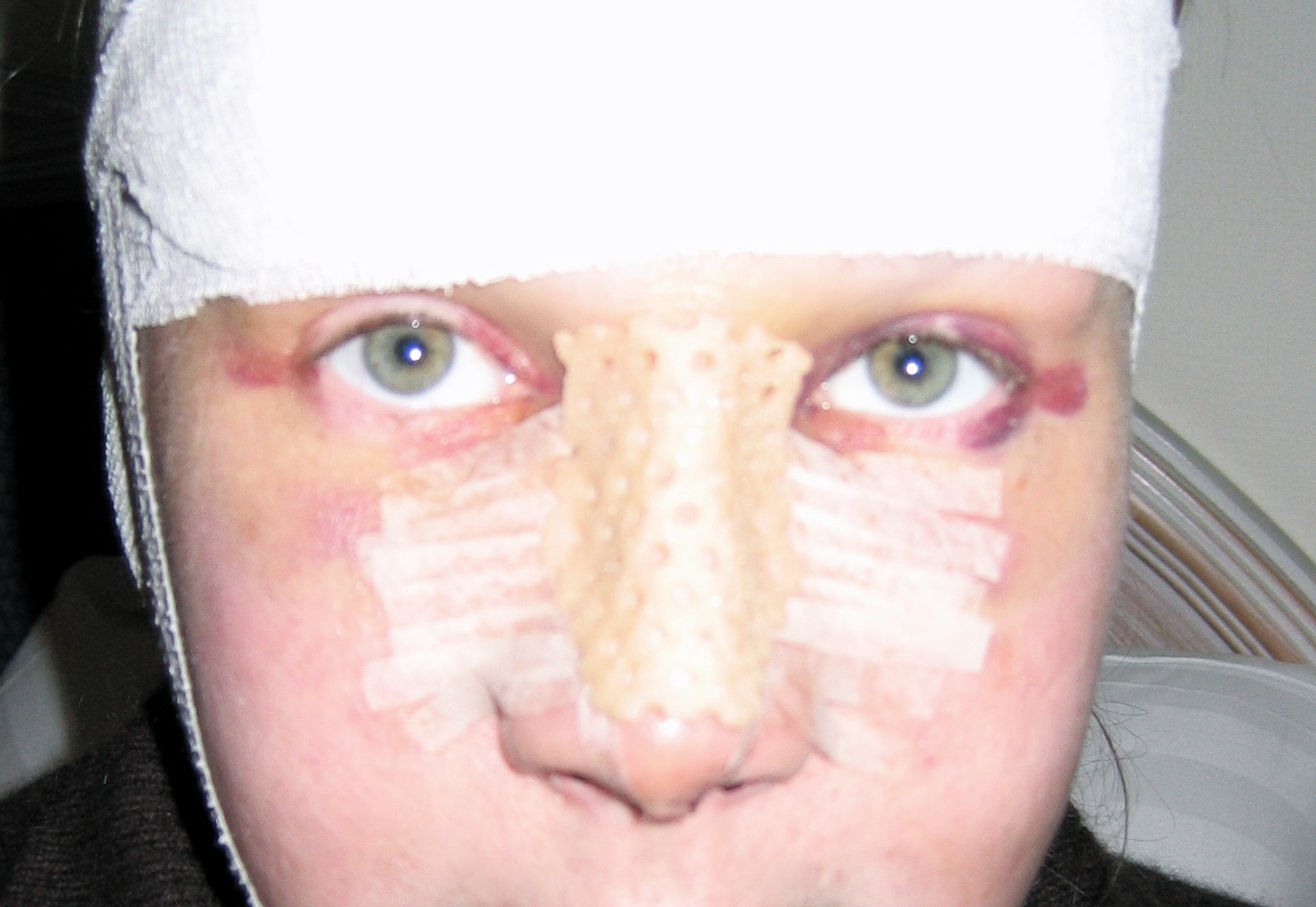
مريض عملية تجميل الأنف بعد العملية بثلاثة أيام. حيث تم تصغير العظم الظهرى وتم ترميم وتحسين غضروف طرف الأنف. كما يوجد جبيرة على الأنف أيضًا.

جراحة الأنف التجميلية معروفة منذ القِدم: ففى الهند ومصر تم إجراء عمليات الأنف حوالي 2500 قبل الميلاد، ولكن لم يكن لغرض تجميلى بل كان عادةً يتم بتر الأنف بالكلية للأعداء والمجرمين. وفي نهاية القرن العشرين، تضاعفت تدخلات تجميل الأنف بشكل كبير بغرض التجميل، لتصبح واحدة من أكثر العمليات التي يتم إجرائها لهذا الغرض. كما تطورت تقنيات تجميل الأنف بشكل كبير منذ ثمانينيات القرن العشرين.
فعملية تجميل الأنف الثانوية أو عملية تجميل الأنف المراجعة هي عملية يتم إجراؤها في المرضى الذين خضعوا لجراحة أنف سابقة حيث يضطر المريض أن يخضع لتدخل جديد لحل المشكلات التي لم يتم حلها في الجراحة الأولى أو المضاعفات التي نتجت عنها.